# Sosie (album)
Albums de Salif Keïta
Seydou Bathili
(1997) Papa
(1999)
Sosie est un album de Salif Keïta sorti le 6 septembre 1998 sur le label danois Mso.

## Historique
Enregistré par Salif Keïta à Paris au Studio plus 30, cet album de reprises de chansons françaises est refusé par son label français, qui selon le journaliste Bertrand Dicale estimait qu'il n'avait pas à chanter ce répertoire d'artistes francophones. L'album est produit par Erick Clair-Monté.
Après le concert lors du festival Images of Africa en 1996 au Danemark, le label de l'ONG Mellemfolkeligt Samvirke récupère les droits pour sortir le disque en CD. Le disque parait également au Japon, sur le label Kaira Production, dans une version sans les titres Ignadjidje et Le Sud.

## Liste des titres
| No  | Titre                | Artiste originaux            | Durée |
| --- | -------------------- | ---------------------------- | ----- |
| 1.  | Noir et Blanc        | Bernard Lavilliers           | 5:23  |
| 2.  | Chanter pour ceux    | Michel Berger                | 4:53  |
| 3.  | Pars                 | Jacques Higelin              | 4:04  |
| 4.  | Ignadjidje           | Salif Keïta                  | 4:24  |
| 5.  | Avec le temps        | Léo Ferré                    | 3:40  |
| 6.  | Le Lac Majeur        | Mort Shuman                  | 4:42  |
| 7.  | Je suis venu te dire | Serge Gainsbourg             | 4:08  |
| 8.  | Le Sud               | Nino Ferrer                  | 5:01  |
| 9.  | La Valise des lilas  | Les Compagnons de la Chanson | 1:47  |
| 10. | Tanganika            | Salif Keïta                  | 2:20  |

## Musiciens ayant participé à l'album
- N'Doumbé Djingué (basse)
- Mochtar Samba (batterie)
- Manfila Kanté (guitare)
- Ron Meza (cuivre)
- Eddy Emilien (clavier)
- Sekou Kouyaté (kora)
- Souleymane Doumbia (percussions)